# Berend Hoekstra (politicus)
Berend Cornelis Hoekstra (Noorderhoogebrug, 27 augustus 1953) is een Nederlands politicus van de VVD.
Voordat Hoekstra actiever werd in de politiek, was hij leraar op de Hendrik Wester school in Groningen. Hij gaf onder andere les in het vak scheikunde. 
In 1999 werd Hoekstra wethouder in de Groningse gemeente Haren met onder andere verkeer, ruimtelijke ordening en volkshuisvesting in de portefeuille. Vanaf 2002 was hij daar tevens de eerste locoburgemeester. Sinds december 2005 was hij burgemeester van nabijgelegen gemeente Leek. Hij volgde daar de PvdA'er Siepie de Jong op die in september 2005 na 21 jaar haar functie moest neerleggen vanwege het bereiken van de pensioengerechtigde leeftijd. In de maanden daarna tot de benoeming van Hoekstra bleef ze aan als waarnemend burgemeester.